# Sixtus von Tannberg

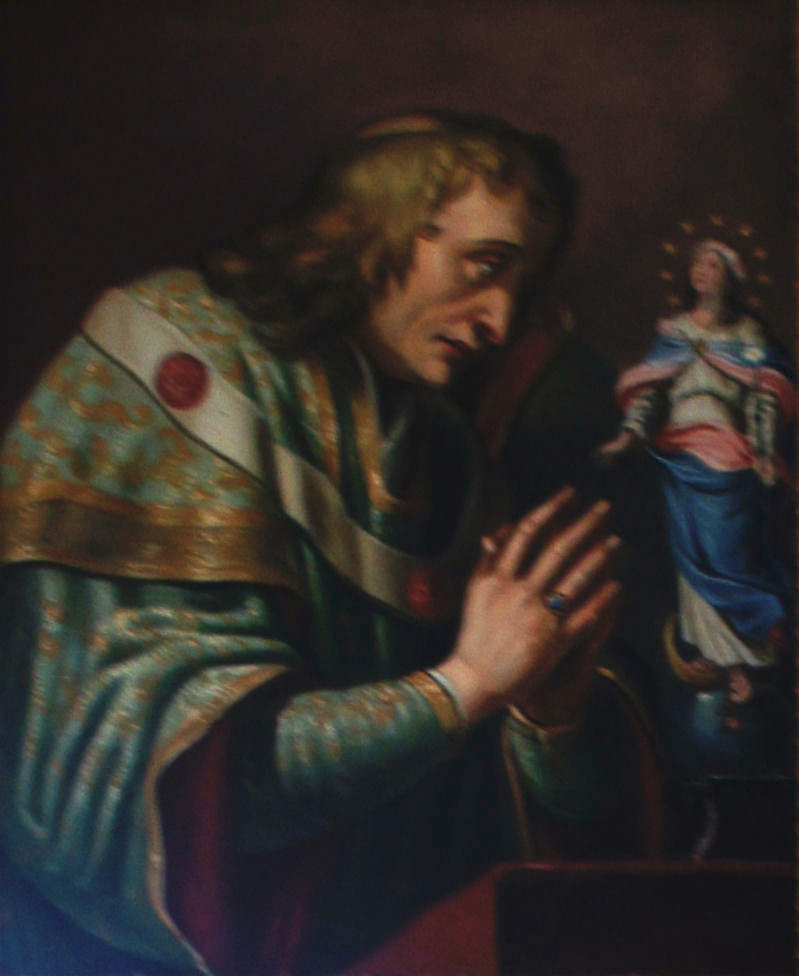
Sixtus von Tannberg auf einem Barockgemälde im Fürstengang Freising

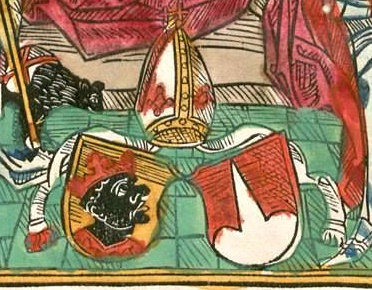
Wappen des Fürstbischofs, in dem von ihm verausgabten Freisinger Missale, gedruckt 1492

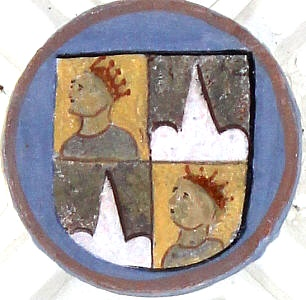
Wappen des Bischofs an der Decke der Wallfahrtskirche St. Ulrich, Mühldorf, um 1490

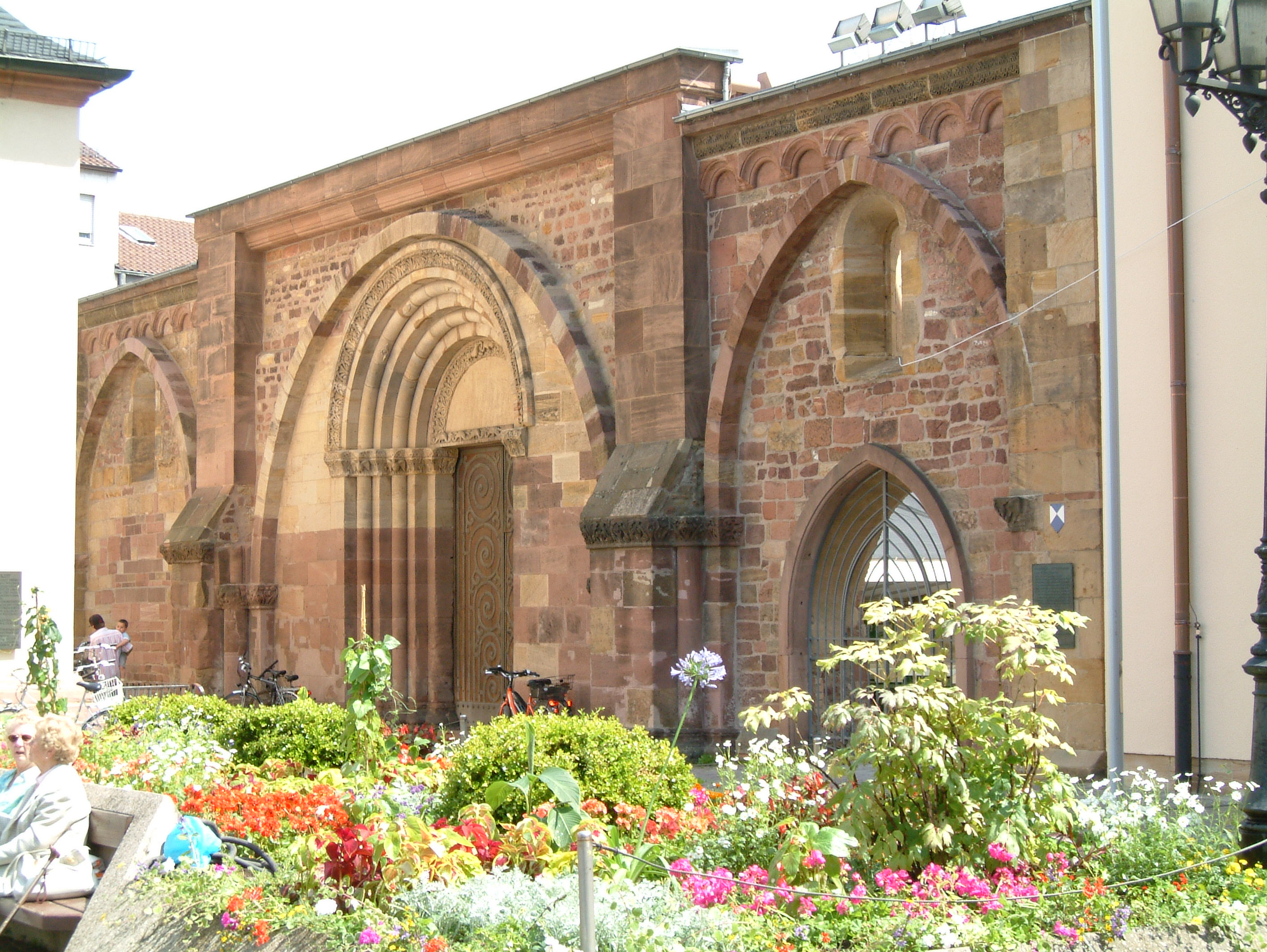
Reste des Chorherren-Stifts Groß-Frankenthal

Sixtus von Tannberg († 14. Juli 1495 in Frankenthal) war von 1470 bis 1474 Bischof von Gurk und von 1474 bis 1495 Fürstbischof von Freising.

## Jugend
Sixtus von Tannberg  (auch: von Tanberger) war ein Sohn Johanns III. von Tannberg zu Aurolzmünster und dessen zweiter Ehefrau Ursula von Rohr, einer Schwester des Salzburger Erzbischofs Bernhard. 1442 wurde er als Anwärter in das Freisinger Domkapitel aufgenommen und 1456 in das dortige Kapitel berufen. Fast acht Jahre lang studierte er in Padua und erlangte den Doktor beider Rechte. 1458 wurde er Propst in Isen in Oberbayern, 1466 Pfarrer von Laufen. Für eine vermutete Stelle als Domherr in Salzburg sind keine Belege vorhanden.
Veit Arnpeck beschreibt ihn in seinem Buch über die Taten der Freisinger Bischöfe als Mensch, der sich in seiner Jugend durch einen tugendhaften Wandel und nicht durch einen Leichtsinn auszeichnete. Auch seine friedvolle Art wird von Arnpeck hervorgehoben.

## Fürstbischof von Gurk
Nach dem Tod von Fürstbischof Ulrich Sonnenberger am 29. Dezember 1469 stritten sich das Erzbistum Salzburg und Friedrich III. um die Neubesetzung des Bischofsstuhls von Gurk. Erzbischof Bernhard von Rohr ernannte am 23. April 1470 seinen Neffen Sixtus zum Bischof, der vom Papst am 25. August 1471 auch die Bestätigung erhielt. Kaiser Friedrich III. favorisierte jedoch den Gurker Propst Lorenz von Freiberg und lehnte die Berufung Sixtus’ am 2. Mai 1472 ab. Unter Androhung der Exkommunikation wurden beide Kandidaten 1473 nach Augsburg geladen und der Streit wurde durch den Patriarchen von Aquileja, Kardinal Markus, der Nuntius für Deutschland war, entschieden, und zwar zu Gunsten Sixtus’. 
Anfang 1473 resignierte der Freisinger Fürstbischof Johann IV. Tulbeck von seinem Amt und ernannte mit Einverständnis des Domkapitels Sixtus zum Nachfolger, den er zuvor schon zu seinen Kanzler ernannt hatte. Papst Sixtus IV. bestätigte die Wahl des Domkapitels am 12. Januar 1474 und Sixtus wurde 44. Bischof von Freising. Der Streit um Gurk hatte sich somit erledigt. Offenbar hat Sixtus während der ganzen Zeit das Bistum Gurk nie betreten.

## Fürstbischof von Freising
Der als sehr fromm geltende Sixtus veranlasste auf mehreren Diözesansynoden 1475, 1480 und 1484 eine tiefgreifende Reform des Klerus in seinem Bistum und führte zahlreiche Klostervisitationen durch. Er gründete 1476 eine eigene Dompredigerstelle und 1484 eine eigene Domkantorei zur würdigeren Gestaltung der Gottesdienste. Auch kümmerte sich Sixtus um die Erneuerung der Liturgie, weshalb er in den 1480er Jahren drei liturgische Bücher für sein Bistum in Auftrag gab: ein Brevier, ein Rituale und ein Missale – sie erschienen wegen der großen Nachfrage bald in zweiter Auflage. 1484 ließ Sixtus die erste Druckerpresse nach Freising kommen, um sich persönlich um seine Bücher kümmern zu können. 1484 gründete Sixtus das Franziskaner-Terziarinnen-Kloster in Freising.
Als 1478 sein Onkel, der Erzbischof von Salzburg, Bernhard von Rohr spontan abdankte, war er als Nachfolger vorgesehen; Kaiser Friedrich verhinderte dies jedoch.
Hohes Ansehen, vor allem wegen seines diplomatischen Geschicks und seiner Redegewandtheit, erwarb sich Sixtus als Teilnehmer auf den Reichstagen von Nürnberg (1480), Frankfurt (1489) und Worms (1495). Folgerichtig führte er 1484 eine Gesandtschaftsreise für das Reich im Auftrag des Kaisers nach Italien und in den Vatikan.
Das Verhältnis zu den wittelsbacher Herzögen Georg den Reichen von Bayern-Landshut und Albrecht IV. den Weisen war von Spannungen und Konflikten geprägt. Mal ging es um zu zahlende Steuern, mal um ungerechtfertigte Gebietsansprüche der Wittelsbacher.
Die größte Herausforderung in der Amtszeit Sixtus’ war die Türkengefahr.
Mindestens sechs Mal (1475, 1476, 1478, 1480, 1483, 1493) fielen türkische Truppen in die freisingischen Gebiete der Krain und in Kärnten ein. Er führte einen Wochenpfennig ein, um mit dem Geld Befestigungsanlagen zu bauen und um Gefangene loskaufen zu können. Als erste Flüchtlinge 1478 schon bis nach Freising zogen, organisierte Sixtus am 29. September 1478 in Landshut eine kleine Konferenz zur Türkenfrage und am 15. März 1479 eine große in Freising, an der zahlreiche Fürsten aus dem Süden des Reiches teilnahmen. Es wurde an den Kaiser um Hilfe appelliert und ein großer Reichstag in Nürnberg (1480) sollte sich mit dieser Frage beschäftigten, alle Konferenzen blieben jedoch ohne konkretes Ergebnis. Deshalb ließ Sixtus den Freisinger Domberg mit Mauern und Türmen neu befestigen. Erhalten ist heute davon nur noch das Nordosttor.
Bei einer Reise nach Niederösterreich gelang ihm gegenüber dem römisch-deutschen König Maximilian I. die Rückgabe der freisingischen Besitzungen Hollenburg, Enzersdorf und Klingenfels zu erreichen. 
Sixtus war auch ein großer Förderer der Künste. So ließ er seine Kathedrale, den Freisinger Dom, aufwendig ausstatten: In den Jahren 1474 bis 1489 entstand ein neuer Lettner und 1480/81 erfolgte die spätgotische Einwölbung des romanischen Mittelschiffs durch Jörg von Halspach. Darüber hinaus gab er ein monumentales Sakramentshaus in Auftrag sowie das noch weitgehend erhaltene prächtige Chorgestühl von Ulrich Glurer und Bernhard aus Freising (1484 bis 1488), das in Halbfiguren die Reihe der Freisinger Bischöfe seit Korbinian zeigt. Aus demselben historischen Interesse förderte Sixtus auch den Geschichtsschreiber Veit Arnpeck, der ihm seine Chronica Baioariorum widmete. 
Im Sommer 1495 besuchte Sixtus den Reichstag von Worms und erkrankte dort schwer. Zur Erholung zog er sich in das nahe Augustiner-Chorherren-Stift Groß-Frankenthal im heutigen Frankenthal (Pfalz) zurück. Dort starb Sixtus am 14. Juli 1495. Sein Leichnam wurde nach Freising überführt und dort im Dom beigesetzt. Sein Marmorgrabstein im südlichen Seitenschiff des Doms zeigt Sixtus im bischöflichen Ornat; das Werk wird Hans Beierlein zugeschrieben.